# Jean-Luc Viaux
Jean-Luc Viaux est un psychologue français, professeur honoraire de psychopathologie à l'université de Rouen. Il est expert dans l'affaire d'Outreau.

## Biographie
Diplômé de l'Institut de psychologie de Paris, il est titulaire d'un doctorat en psychologie de l'université Paris-Descartes (1978), du CEM de psychiatrie appliquée à l'expertise mentale (1980) de l'université Paris-Descartes, et d'une habilitation à diriger les recherches de l'université de Rouen.

Il a été psychologue en secteur psychiatrique jusqu'en 1992, puis maître de conférences en psychopathologie à l'université de Rouen et nommé professeur en 2002. Il a été directeur du département de psychologie (1995-1998) du laboratoire PRIS Clinique et Société (2003-2007) puis directeur (doyen) de l'UFR Sciences de l'Homme et de la Société (2009-2013).
Il a été secrétaire général du Syndicat national des psychologues (1983-1985).
Expert près la cour d'appel de Rouen et auteur d'articles et livres sur le sujet (bibliographie infra) Jean-Luc Viaux a fait durant quinze ans des conférences à l'ENM. Il a créé à Rouen le premier espace-rencontre pour les enfants de parents séparés. Il est fondateur et président de la Société française de psychologie légale.

## Controverses: affaire d'Outreau
Il fut mis en cause dans l'affaire d'Outreau pour ses expertises, notamment cette phrase : « Aucun des éléments de nos examens ne nous permet de penser que l'enfant invente des faits ou cherche à imputer des faits à des personnes non concernées, son (sic) témoignage reste mesuré, discriminant ses agresseurs des autres personnes mises en cause avec constance et cohérence » (elle ne concernait qu'un des enfants n'ayant pas été entendu lors du procès, lequel avait reconnu trois des prévenus, qui furent condamnés). Il avait examiné quatre enfants sur les quinze impliqués dans cette affaire ; pour ces quatre enfants, quatre condamnations furent prononcées à l'encontre de leurs parents et de leurs voisins, non suivies d'appel.
Il déclara à la sortie de son audition lors du procès en appel d'Outreau « Quand on paie les expertises au tarif d'une femme de ménage, on a des expertises de femmes de ménage ! », ce qui visait, selon ses explications ultérieures, la forme des rapports (il venait de se faire reprocher à la barre des copiés-collés et des fautes d'orthographe dans ses comptes rendus), et non la qualité des expertises. À quoi maître Dupond-Moretti rétorqua que sa propre mère avait toujours très bien fait son travail, alors qu’elle était authentiquement femme de ménage. À la suite du tollé, il s'excusa de ces propos déplacés.
Le Garde des Sceaux, Pascal Clément demanda, en décembre 2005, sa radiation de la liste des experts agréés près la cour d'appel de Rouen, demande qui fut rejetée.

## Publications (sélection)
- « Adolescents agresseurs sexuels : de quelle sexualité parle-t-on ? » In P. D. Jaffé et J. Zermatten Les jeunes auteurs d'actes d'ordre sexuel, Ed. IUKB-IDE, août (2011),133-144
- « États limite et traumatisme » In R. Coutanceau et J. Smith (Eds) Troubles de la personnalité. Paris : Dunod .2013
- « L'expertise psychologique pénale » in  J.L. Senon, C. Jonas, M. Voyer Psychiatrie légale et criminologie clinique.  Paris ; Elsevier Masson, 2013. 167-176
- « Le filicide par des couples parentaux » in Coutanceau, R., Smith, J. Violences aux personnes, Paris : Dunod, 2014, p.328-339
- « Expertise de mineurs » in G. Lopez, G. Cédille Aide-mémoire de l'expertise psychiatrique et psychologique, Paris : Dunod, 2014

Articles originaux récents dans des revues à comité de lecture
- « Harcèlement et psychotraumatisme » Revue française du stress et tu Trauma, 2004,4,163-171
- « Le complexe de Lorenzaccio : étude du crime immotivé » Revue internationale de criminologie et de police scientifique, 2005,1, 41-54, Genève : AICLF
- « Le délit d'effraction, briser, passer, révéler », Imaginaire &t inconscient, « Passer à l’acte », 2005, 16, 41-54, L’esprit du temps
- « Compulsion au viol et répétition », Annales médico-psychologiques, 169 (2011) 471-476 (coauteur : S. Combaluzier)
- « Le jeune délinquant et sa mère ». Dialogue Famille et Couples, 203 (2014), 131-133 (coauteur T. Person)
- « Les familles sous emprise de l'État : le lien, la langue, et la démocratie familiale » Cahiers de psychologie politique, 25, 2014
- « Maltraitance et Infanticide », L’Information psychiatrique 2014 90 : 633–9